# 李衛當官
《李衛當官》是中国大陆于2000年开机拍摄的清装剧，以清朝康熙、雍正两朝为背景。故事情节、人物关系和部分人物为虚构。由郑军执导，刘和平、毓钺编剧，片长30集，2002年首播，续集为《李卫当官2》。主角李衛為歷史真實人物，內容亦虛亦實。角色多起用雍正王朝演員。

## 制作人员
- 导演：郑军
- 编剧：刘和平、毓钺
- 执行制片：张黎
- 美术：刘新刚

## 演员表
主演
| 演員                             | 角色   |
| 徐峥（第一、二部）               | 李卫   |
| 陈好（第一部）、孙菲菲（第二部） | 岳思盈 |
| 李小燕（第一、二部）             | 李母   |
| 李倩（第一部）、舒畅（第二部）   | 石榴   |
| 李屹（第一、二部）               | 任南坡 |
| 杨昊飞（第一、二部）             | 岳小满 |
| 文博（第一部）、谭小燕（第二部） | 顾盼儿 |

与雍正王朝相同的演员
| 演員                 | 角色         |
| 唐国强（第一、二部） | 四阿哥胤禛   |
| 杜志国（第一、二部） | 年羹尧       |
| 王辉（第一、二部）   | 十三阿哥胤祥 |
| 王绘春（第一、二部） | 八阿哥胤禩   |
| 焦晃                 | 康熙帝       |
| 徐敏                 | 太子胤礽     |
| 苗海忠（第一、二部） | 九阿哥胤禟   |
| 刘魁（第一、二部）   | 十阿哥胤䄉   |
| 杨洪涛               | 李德全       |

江都县
| 演員   | 角色                                 |
| 孙宝光 | 冯月清（江都知县，第二部饰演果亲王） |
| 刘龙   | 徐祖荫（江蘇臬臺）                   |
| 于谦   | 魏敏中（江宁知府）                   |
| 施建岚 | 冯月清夫人（《雍正王朝》饰演皇太后） |
| 杜泓君 | 陈班头（江都縣班头）                 |
| 魏英明 | 客栈老板                             |
| 宋东   | 張知事（江蘇臬臺府知事）             |
| 李迎旗 | 方泰（江苏巡抚）                     |
| 马子俊 | 达尔伦（两江总督）                   |
| 解乐轩 | 岳子风（岳思盈之父）                 |
| 李方之 | 宋师爷                               |
| 唐任   | 小溪奴（任南坡书童）                 |

北京
| 演員   | 角色             |
| 洪宗义 | 琦亮（太子詹事） |
| 张玉奎 | 大理寺狱丞       |
| 魏德山 | 隆科多           |

苏阳县
| 演員   | 角色                                     |
| 曾静   | 高士奇                                   |
| 刘波   | 高士奇侄子                               |
| 张彦春 | 葛春林（苏州知府，《雍正王朝》饰演胤禔） |
| 朱寿根 | 董师爷                                   |
| 赵文亮 | 彭师爷（《雍正王朝》饰演刘八女）         |
| 宋来运 | 贺文宣（河道总督）                       |

扬州
| 演員   | 角色                                 |
| 张琰琰 | 公春玉                               |
| 周琦   | 公买秋（盐帮帮主）                   |
| 王跃晋 | 闽靖元                               |
| 杨洪涛 | 季东平（扬州盐运使，同时饰演李德全） |
| 于震   | 季允梅                               |
| 扎西   | 黄伯仁（扬州盐商）                   |
| 赵春洋 | 冉成杰（盐帮副帮主）                 |
| 李晔   | 伊林阿                               |
| 马兆刚 | 熊九如（河防营管带）                 |
| 赵雍   | 福桐（两江总督）                     |
| 李家逸 | 太湖飞燕                             |

## 外部連結
- 第一部：李衛當官 （页面存档备份，存于）